# 金鱼草属
金鱼草属（学名：Antirrhinum），是屬於車前草科下的一个属，为草本植物。该属共有约42种，分布于北温带。
金鱼草属傳統上被歸類到玄参科。